# Liste der Denkmale in Wettingen
Die Liste der Denkmale in Wettingen stellt eine Übersicht über die Kulturdenkmäler im öffentlichen Raum in Wettingen dar. Diese Liste erhebt keinen Anspruch auf Vollständigkeit.

## Liste der Denkmäler und Mahnmale
| Inv.-Nr. | Bezeichnung                                         | Baujahr        | Kategorie *)                              | Lage, Adresse                                  | Beschreibung | Bild                                                               |
| -------- | --------------------------------------------------- | -------------- | ----------------------------------------- | ---------------------------------------------- | --- | ------------------------------------------------------------------ |
| WET001   | Holzbrücke Wettingen-Neuenhof                       | 1819           | gedeckte Holzbrücke                       | ⊙ Beim Zollhaus                                | Nachfolgebau des 1765–1767 errichteten und 1799 verbrannten Vorgängerbau von Hans Ulrich Grubenmann | Innenansicht mit der Brücke                                        |
| WET002   | Fussgängersteg                                      | 19. Jh.        | Fussgängerbrücke                          | ⊙ Kanzlerrain                                  | Korbbogige Fussgängerbrücke, die sich wenig nordöstlich eines achteckigen Teiches befindet, überspannt die Kanzlerrainstrasse. An dieser Stelle befand sich zuvor das Aquaedukt mit der Wasserversorgung des Klosters | Fussgängersteg über den Kanzlerrain                                |
| WET003   | Kloster Wettingen, Klosterkirche Wettingen          | 1227           | Klosterkirche                             | ⊙ Klosterstrasse 11                            | Die Klosterkirche ist das Kirchengebäude des ehemaligen Zisterzienserklosters Wettingen. Sie besteht aus der Mönchs- und der Konversenkirche, die durch ein Gitter und eine dahinter liegende Bilderwand voneinander abgetrennt sind. | Klosterkirche mit den Jalousien im Dach des linken Seitenschiffs   |
| WET004   | Röm.-kath. Pfarrkirche St. Sebastian                | k. A.          | Kath. Pfarrkirche                         | ⊙ Schartenstrasse                              | Neuromanischer Baukörper aus Bossenquadern, mit basilikalem Langhaus, Querhaus, Fünfachtelchor und nordseits flankierendem, spitz behelmtem Turm. | Kirche St. Sebastian                                               |
| WET005   | Sulzbergkapelle                                     | k. A.          | Kapelle                                   | ⊙ Sulzberg                                     | Standort: höchster Punkt des Sulpergs, der den exponierten Sporn der Hügelkette zwischen Eigitälchen und Limmattal bildet. Halbkreisförmigen Ortschluss und westseitig vorgezogenen, auf zwei Holzstützen ruhenden Dach entspricht das Kirchlein weitgehend der nahe gelegenen Kreuzkapelle (WET006). | Marienkapelle                                                      |
| WET006   | Kreuzkapelle                                        | 1660           | Kapelle                                   | ⊙ Otelfingerstrasse                            | Unmittelbar an der Strasse gelegen, 1826 weitgehend erneuert. | Kreuzkapelle an der Otelfingerstrasse                              |
| WET007   | Zwei Altarbilder                                    | Mitte 18. Jh.  | Kirchenausstattung                        | wie St. Sebastian (WET004)                     | Öl auf Leinwand: 1.) Anbetung der Hirten, 2.) Mariä Himmelfahrt in Gegenwart eines heiligen Klerikers | -noch kein Bild-                                                   |
| WET008   | Isis-Inschrift Vorraum Sebastians-Kirche            | 1. Jh. n. Chr. | Inschrift                                 | wie St. Sebastian (WET004)                     | Rahmen mit Leisten- und Karniesprofil. Siebenzeiliger, in sauberer Capitalis quadrata gesetzter Text | Ehemalige Inschrift des Isistempels                                |
| WET009   | Röm.-kath. Pfarrhaus St. Sebastian                  | 1824–1826      | Pfarrhaus                                 | ⊙ Dorfstrasse 53                               | Allseits symmetrisch gegliederter, weiss verputzter Mauerbau mit grössflächigem Walmdach. | Pfarrhaus St. Sebastian                                            |
| WET010   | Gluri-Suter-Huus                                    | 1741           | Ländlicher Oberschichtbau                 | ⊙ Bifangstrasse 1                              | Der repräsentative Vertreter des zürcherischen Fachwerkbauernhauses ist als stattlicher Mittertennbau ausgearbeitet und dient heute als Museum. | Gluri-Suter-Huus                                                   |
| WET011   | Zehntenhaus                                         | 1670           | Ländlicher Oberschichtbau                 | ⊙ Dorfstrasse 6                                | Mittertennhaus", die den klösterlichen Meierhöfen als Dreschplätze für die an sie entrichtenden Erntezehnten und Zinsen dienten. Das Sparrendach ruht auf einem stehenden Stuhl | Zehntenhaus                                                        |
| WET012   | Rote Trotte                                         | 17. Jh.        | Landwirtschaftlicher Nutzbau              | ⊙ Rebbergstrasse - Winzerstrasse               | Als letzte von ehem. acht Trotten im Bestand der Weinbaugenossenschaft Wettingen: lang gestrecktes Gebäude, teils gemauert, teils in Fachwerktechnik, mit Krüppelwalmdach. | Rote Trotte                                                        |
| WET013   | Neutrotte                                           | 1783           | Landwirtschaftlicher Nutzbau              | ⊙ Heimentalstrasse                             | Spätbarock-klassizistischer Mauerbau über T-förmigem Grundriss, mit grossflächiger talwärts blickender Schaufassade. | Neutrotte                                                          |
| WET014   | Zollhaus                                            | 1767           | Zollhaus                                  | ⊙ Kanzlerrainstrasse 14                        | Bauwerk auf einer künstlichen Stützmauer hart an der Limmat; Der Kopfbau besitzt ein trapezförmig mit abgewalmtem Knickdach. Seine nach beiden Richtungen offene Hausecke auf der Landseite diente als Vorhalle der Zollabfertigung. | Zollhaus                                                           |
| WET015   | Gasthaus zum Sternen                                | 1583/84        | Klosterherberge                           | ⊙ Klosterstrasse 9                             | Stattlicher spätgotischer Bau mit Krüppelwalmdach über doppeltem, liegendem Stuhl. Zweigeschossiger gemauerter Stock; das dritte, südseits vorkragende Geschoss und das Dachgeschoss in Fachwerktechnik. | Gasthaus zum Sternen                                               |
| WET016   | Kosthäuser Baumwollspinnerei                        | 1875           | Profane Wohnbauten                        | ⊙ Chlosterbrüel 1–39                           | Vorläufer der mitteleuropäischen standardisierten Reihenhäuser. 20 gespiegelte, zweigeschossige Wohneinheiten | Kosthäuser Chlosterbrüel                                           |
| WET017   | Kanzlerhaus                                         | 1734           | Klösterliches Verwaltungsgebäude          | ⊙ Kanzlerrainstrasse 11                        | Wohn-, Kanzlei- und Repräsentationsräume des Kanzlers; seit späten 18. Jh. Giebelspitzen abgewalmt und Mauerkanten mit gemalten Hausteinimitationen. Seit 1849 in Privatbesitz. | Kanzlerhaus von der Limmatbrücke gesehen                           |
| WET018   | Doktorhaus                                          | 18. Jh.        | Wohnhaus                                  | ⊙ Kanzlerrainstrasse 15                        | Bau mit einer steilen, kleinbürgerlich anmutenden Giebelfassade; rückseitig in den Hang eingetieft. Unteren Teile der Umfassungswände aus Stein, die oberen in Fachwerk. Im axialen, ebenerdigen Rundbogenportal des Kellers hängen die originalen Türflügel mit Sparrenmusterung und Barock-Beschlägen. Wappenrelief. Wohnung diente für den Barbier und Medikus des Klosters. Seit 1845 in Privatbesitz. | Doktorhaus                                                         |
| WET019   | Fahrhaus                                            | 1695           | Fahrhaus                                  | ⊙ Kanzlerrainstrasse 17                        | Vorgängerbau vor 1418; Dreigeschossiger Mauerbau unter Vollwalmdach, zu dreimal sechs Achsen. Der Haupteingang an der westlichen Schmalseite mit geortem Gericht und Oblicht; darüber das Doppelwappen Kloster Wettingen-Abt Reuti. Im zweiten Stock ehem. Gerichtssaal mit Régence-Stuckdecke | Fahrhaus                                                           |
| WET020   | Marienkapelle                                       | 1230           | Kapelle                                   | ⊙ Ostflügel der Konventbauten                  | rechteckige Bauwerk mit zweijochigem Schiff, ein gleich breites einjochiges Altarhaus und eine inkorporierte Vorhalle mit Obergeschoss. Im 18. Jh. Kirchenschiff barockisiert. |                                                                    |
| WET021   | Kreuzgang und Glasmalerei                           | 13. Jh.        | Kreuzgang                                 | ⊙ Klosterhalbinsel, Kloster                    | Nordarm: zwölf rundbogigen Säulenarkaden und vierlandzettigem Masswerk, um 1280–1290. Ostarm um 1450–1460, Süd- und Westarm 1495–1499, jeweils mit zweilanzettigen Spitzbogenfenstern einer Zürcher Steinmetzwerkstatt; Glasgemälde: 1. Spätromanische Masswerkfüllungen im Nordarm. 2. Wappenscheiben der eidg. Stände und von Gönnern des Klosters im Nord- und Westarm. 3. Wappen- und Figurenscheiben von Wettinger Äbten, befreundeten Klöstern und Gönnern im Westarm. 4. Bildscheiben befreundeter Klöster und Geistlicher im Nordarm; Bildscheiben zum Marienleben. - Ausgezeichneter Längsschnitt durch die Entwicklung der Kabinettglasmalerei; umfangreichster am ursprünglichen Ort verbliebener Kabinettscheibenzyklus des In- und Auslandes. | Kloster Wettingen Kreuzgang Nord                                   |
| WET022   | Konventgebäude                                      | k. A.          | Kloster (Kat. A)                          | ⊙ Klosterhalbinsel, Kloster                    | Ursprünge des Gebäudes gehen auf die Gründungsphase des Klosters zurück, jedoch mehrfach, zum Teil erheblich umgebaut, z. B. 2. Hälfte des 16. Hj. Verbreiterung des Gebäudes und eine Generation später zusätzliches Obergeschoss. Nach 1841 und in den ersten Jahrzehnten nach dem Zweiten Weltkrieg erfuhren die Konventbauten einschneidende Umgestaltungen, als man sie den Bedürfnissen des Schulbetriebes anpasste. Zwischen 1972 und 1996 erfolgten archäologische Untersuchungen und aufwendige Restaurierungen. | Konventgebäude                                                     |
| WET023   | Langbau                                             | 17. Jh.        | Klösterliches Wirtschaftsgebäude (Kat. A) | ⊙ Klosterhalbinsel, Kloster                    | Backhaus (südöstl.) und "Cellae Vinariae" (Weinkeller). | Langbau                                                            |
| WET024   | Klostermauer Peter Schmid innerhalb der Westschöpfe | 17. Jh.        | Klostermauer                              | ⊙                                              | als Ergänzung zur nordostwärts gewandten Schutzmauer des 13. Jh. | Klostermauer Peter Schmid innerhalb der Westschöpfe                |
| WET025   | Lusthäuschen Abtgarten                              | 1726           | Klösterliches Nebengebäude (Kat. A)       | ⊙                                              | Entzückendes Rechteckgebäude mit gemauertem Parterre und geriegeltem Obergeschoss unter stark geknicktem Walmdach. Im Innern Reste von Rankenmalereien (EG) und eine barock profilierte Wohnzimmerdecke (OG), ferner ein tonnengewölbter Weinkeller. | Lusthäuschen Abtgarten                                             |
| WET026   | Wohnhaus                                            | 1726           | Wohnhaus (Kat. A)                         | ⊙ Lusthäuschen Abtgarten                       | ehem. als Werkstätten (Schmiede, Küferei u. a.) errichtet, heute Wohnbauten. | Ehemalige Werkstätten                                              |
| WET027   | Südost-Schöpfe                                      | ca. 1860       | Klösterliches Wirtschaftsgebäude (Kat. A) | ⊙ Südost-Schöpfe                               | Innenseite der mittelalterlichen Schutzmauer (um 1230–1250) | Südost-Schöpfe                                                     |
| WET028   | Parkanlage mit zugehörigen Bauten und Mauern        | k. A.          | Parkanlage                                | ⊙ Parkanlage mit zugehörigen Bauten und Mauern | Der grosse Konventgarten am Südabhang der Klosterhalbinsel hat mehrere Entwicklungsstufen hinter sich, deren älteste wohl noch ins Mittelalter zurückreichte. In seiner heutigen Gestalt mit drei Terrassen entstand der Garten auf Verfügung Abt Alberich Denzlers im dritten und vierten Jahrzehnt des 19. Jh. | Parkanlage mit zugehörigen Bauten und Mauern                       |
| WET029   | Röm.-kath. Pfarrkirche St. Anton                    | 1952/54        | Kath. Pfarrkirche                         | ⊙ Antoniusstrasse 12                           | Bau nach Plänen von Architekt Karl Higi, Zürich. Das seinerzeit umstrittene Bauwerk besteht aus einer steilen, dreischiffigen Halle. Skeletthafte Pfeiler und Dachträger aus Sichtbeton. Geräumiger, merklich höherer Chor mit flacher Apsis; schwach geneigtes Satteldach. Es ist in ganzer Breite über die Flucht der Hauptfassaden vorgezogen und ruht auf zwei seitlichen Stützenpaaren, die den Querschnitt der schmalen Abseiten markieren. Grosse, mit Betonornamenten ausgesetzte Fenster in den Chorflanken und über dem Haupteingang. Separierter schlanker Turm auf dem Vorplatz. | Röm.-kath. Pfarrkirche St. Anton                                   |
| WET030   | Gartenpavillons und Umfassungsmauern                | 1824/26        | Profanes Nebengebäude                     | ⊙ Gartenpavillons und Umfassungsmauern         | Dieses Gebäude bildet mit dem es umgebenden Garten ein wohlproportioniertes Ensemble. Errichtet auf dem noch bestehenden Keller des Vorgängerbaus eines 1809 gebauten Pfarrhauses. | Gartenpavillons und Umfassungsmauern des Pfarrhauses St. Sebastian |
| WET031   | Löwen Wohn- und Wirtshaus mit Scheune und Brunnen   | 1836           | Klösterliches Wirtschaftsgebäude          | ⊙ Klosterstrasse                               | Als letztes Gebäude innerhalb des Klosters vor seiner Aufhebung 1841 wurde nach einem Brand der Scheune dieser Neubau errichtet. 1876 wurde die südseitige Hälfte der Scheune eingreifend umgebaut. Sie beherbergte fortan fünfzehn Wohnungen und die Gastwirtschaft "zum Alten Löwen", welche ihre Kundschaft vor allem von der benachbarten Spinnerei-Weberei Wild bezog und der Scheune ihren heute gebräuchlichen Namen gab. | Löwen Wohn- und Wirtshaus mit Scheune und Brunnen                  |
| WET032   | Karrenstall                                         | nach 1662      | Bäuerlicher Vielzweckbau                  | ⊙ Klosterstrasse 20                            | Um 1900 erfolgte eine Erweitert des Wohnteils im Obergeschoss zum Ökonomieteil hin. Es ist eine Umnutzung zu Schulzwecken und als Lapidarium vorgesehen. | Karrenstall                                                        |
| WET033   | Ufermauer                                           | nach 1765      | Ufermauer                                 | ⊙ Kanzlerrain, Limmatufer                      | Wahrscheinlich zusammen mit der ersten Holzbrücke als Flankenmauer des Brückenwiderlagers erstellt | Ensemble um die alte Holzbrücke (WET001), rechts die Ufermauer     |
| WET034   | Eisenbrücke «Gwaggelibrugg»                         | nach 1863      | Fussgängerbrücke                          | ⊙ Brücke über die Limmat                       | Die Gwaggelibrugg ist eine der ältesten, heute noch erhaltenen Drahtseilbrücken der Schweiz. | Gwaggelibrugg                                                      |

## Legende
- Ausstattung
- Landwirtschaftliche Bauten
- Park- und Gartenanlagen
- Sakrale Bauten
- Weltliche Bauten
- Zweckbau